# Andrey Novosadov
Andrey Nikolayevich Novosadov - em russo, Андрей Николаевич Новосадов (Moscou, 27 de março de 1972) é um ex-futebolista russo que atuava como goleiro.

## Carreira
Jogou a maior parte de sua carreira, iniciada em 1989, no CSKA Moscou. Também vestiu as camisas de KAMAZ Naberezhnye Chelny, Lokomotiv Nizhny Novgorod, Torpedo-ZIL Moscou (posteriormente, FC Moscou) e Fakel Voronezh, aposentando-se em 2006, aos 34 anos de idade. Seu único título como jogador profissional foi em 1992, vencendo a Primeira Divisão Russa pelo KAMAZ.
Novosadov é o único goleiro que balançou as redes na primeira divisão do Campeonato Russo: seu primeiro gol pela competição foi em 2001, quando defendia o Torpedo-ZIL. As outras 3 vezes foram pelo CSKA-2 e pelo CSKA-d.

## Carreira internacional
Jogou a Copa do Mundo FIFA Sub-20 de 1991, pela antiga União Soviética, que obteve a terceira posição. Seu único jogo pela Seleção Russa foi um amistoso contra o Brasil, em novembro de 1998; após levar 4 gols, foi substituído por Andrey Chichkin, que ainda levou mais um gol.

## Títulos
KAMAZ Naberezhnye Chelny
- Primeira Divisão Russa: 1992